# Županova Micka
Županova Micka, ki jo je Anton Tomaž Linhart Prevedel in priredil leta 1789, velja za prvo komedijo v slovenskem jeziku in prvo slovensko dramsko besedilo. Priredil jo je iz nemške predloge Josefa Richterja Die Feldmuhle - Poljski mlin. Priredba pomeni, da je besedilo prevedel, dogajanje postavil v gorenjsko domače okolje, junake imenoval s slovenskimi imeni. Ima dve dejanji. V prvem dejanju je enajst nastopov, v drugem pa sedem. Uprizorjena je bila 28. decembra 1789 v Stanovskem gledališču.

## Dramske osebe
- Jaka (župan)
- Micka (županova hči)
- Tulpenheim (uglajeni gospod)
- Šternfeldovka (bogata vdova)
- Monkof (Tulpenheimov prijatelj)
- Anže (Mickin ženin)
- Glažek (pisar)

## Povzetek
Lepo županovo Micko, ki je že bila zaročena z Anžetom, je hotel z obljubo poroke premamiti zlobni baron Tulpenheim (Schonheim). Obljubljal ji je veliko denarja in pa predvsem lepe obleke, nad katerimi je bila še posebno navdušena. Rajši je imela brezsrčnega barona, ki jo je zapeljeval z lažmi, kot pa odkritosrčnega kmeta, ki jo je resnično ljubil, a tega ni znal izraziti z besedami.
V dokaz »ljubezni« ji je Tulpenheim podaril prstan. Ta prstan pa je bil tudi vzrok, da je mlada vdova Šternfeldovka odkrila baronovo zvijačo. Micki je razodela, da je njen bodoči »ženin« goljuf, ki jo vara, saj je ona Tulpenheimova zaročenka.
Šternfeldovka, Micka, njen oče Jaka in Anže se po tem, ko Micka očetu pove, kakšno neumnost je hotela storiti, domenijo, da bodo vsem trem grešnikom pripravili past. Ko pride Tulpenheim skupaj s prijateljem Monkofom in pisarjem Glažkom, da bi sestavili zaročno pogodbo, ga Micka lepo sprejme kot Schönheima, za katerega se je poprej izdajal. Pogodbe pa ne naredijo za Micko in barona, temveč za njo in Anžeta. Takrat na prizorišče stopi plemkinja Šternfeldovka in razkrinka oba mestna plemiča. Ta dva morata prisostvovati zaroki in listino celo podpisati kot priči. Micka in Anže se podkrižata, ker ne znata pisati. Plemkinja ju tudi prisili, da morata dodati nekaj denarja k Mickini in Anžetovi doti. Takrat osramočenega barona zadane še najhujši udarec. Neusmiljena plemkinja ga zapusti in mu zapreti, da bo njegovo zaroto razkrinkala njegovemu na smrt bolnemu stricu.

## Predelave
- Županova Micka: Kratkočasna igra s petjem v dveh aktih. Po Linhartovi v Ljubljani prvikrat leta 1790. igrani predelal Janez Bleiweis. Ljubljana, 1864 (Slovenske glediščine igre, 1).
- Županova Micika: Veseloigra s predigro in poigro. Poigro po osnovi Josipa Vošnjaka spisal Anonimus Fran Govekar. V Gorici: A. Gabršček, 1905 (Talija: Zbirka gledaliških iger, 20).